# 트라우들 융에
게어트라우트 "트라우들" 융에(혼전성 훔프스(Humps), 독일어: Gertraud "Traudl" Junge, 1920년 3월 16일 ~ 2002년 2월 10일)는 나치 독일 시절 아돌프 히틀러의 마지막 개인 비서였다.

## 생애
1920년 뮌헨의 양조장을 운영하던 아버지와 장성의 딸인 어머니 사이에서 태어났다. 그녀의 아버지는 우익 활동을 했던 인물로 터키로 이주했고 그 때문에 그녀는 외할아버지 밑에서 성장하게 된다. 무용가가 꿈이었지만 가정형편이 좋지 않았기에 독일의 실업학교에 진학, 그곳에서 비서직을 공부하게 된다. 실업학교를 졸업하고 한 봉제회사의 비서로 일하던 그녀는 제2차 세계 대전이 터지면서 1942년 여동생과 함께 베를린으로 거주지를 옮긴다.

## 히틀러의 개인 비서가 되다
1942년 12월, 히틀러의 측근이자 그의 4명의 개인비서중 한명이었던 알베르토 보어만과 알게 된 그녀는 히틀러의 여비서인 게르다 크리스티안이 결혼을 하면서 6개월간의 장기 휴가를 떠나게 되자 그 공백을 메우기 위해 동프로이센의 라스텐부르크에 위치한 볼프산체(Wolfsschanze) 히틀러의 비서직을 수행하게 된다. 이때를 회상하며 그녀는 "히틀러의 비서생활을 시작할 때 나는 고작 22살이었고, 나는 정치에 대해 아무것도 알지 못했다."라고 했다.
히틀러의 비서로 있던 1943년 7월 14일 히틀러의 부관이자 친위대장교였던 한스 융에(Hans Junge)와 결혼했지만 결혼생활은 오래가지 못했다. 1년 후에 한스 융에가 노르망디 상륙 작전 당시에 투입되어 전사했기 때문이다.
이후 베를린으로 연합군의 총공세가 이어지며 전세가 급격히 불리해지자 베를린 총독관저의 지하 벙커에서 히틀러의 유언장을 작성했다. 그리고 1945년 4월 30일, 오후 3시경 히틀러와 에바 브라운이 자살한 이후지하 벙커에서 탈출을 시도했는데 이후 행적에 대해 여러 설이 있다. 하나는 융에의 자서전에 나오는 말처럼 연합국 지역으로 넘어가던 중 러시아 군에게 억류되었는데 별탈없이 미군에 보내진 후 고향으로 돌아갔다는 설과, 또 하나는 탈출하던 도중 소련군에게 붙잡혀 강간을 당하고 부상을 당한 그녀를 치료한 후 소련군 장교에게 보내져 수개월간 그녀를 현지 종군처로 데리고 있었다는 설이다. 아무래도 자서전에는 부끄러운 이야기는 거의 쓰지 않으니 독자가 알아서 판단해야 하지만 당시의 정황으로 볼 때 후자가 더 가능성이 높아보인다.

## 전후
전후 게르다 알토라는 가명을 쓰며 프리랜서 기자로 활동했다. 이때 전쟁이 끝날 때까지 홀로코스트에 대해 "히틀러는 유대인에 대한 이야기를 거의 하지 않았고, 홀로코스트가 있었는지 알지 못했다."라고 주장하기도 했다. 트라우들 융에의 증언에 따르면 히틀러는 개인적으로는 주변 사람들에게 친절히 대해주었지만, 동시에 거대한 이상과 충동에 사로잡혀 타인에 대한 동정심이나 공감능력을 잃어버리는 등 인격적인 문제도 많았다고 한다.
트라우들 융에는 이후 히틀러를 다룬 여러 다큐멘터리 등에 출연하여 1942~45년의 기간 동안 곁에서 지켜본 히틀러의 개인적인 면모와 사생활에 대한 정보를 제공하는 한편, 세간에는 잘 알려져 있지 않았던 여러 일화들을 증언하였다. 이런 작업들은 훗날에 말년의 히틀러를 묘사한 다운폴 등의 영화들을 제작하는데 적지 않은 도움을 주었다.
2001년, 생을 마감하기 직전에 다큐멘터리 영화인 《히틀러의 여비서 ( Im toten Winkel - Hitlers Sekretärin )》(또다른 제목은 "맹점 : 히틀러의 여비서")에 본인 역으로 출연하여 히틀러의 여비서로 근무하던 시절에 대하여 인터뷰를 하였다. 여기서 트라우들 융에는 하얀 장미 단원들에 대한 이야기를 하면서, 자유와 진실을 위해 싸우다가 죽어간 그들에 비하여 나치를 합리화하며 젊은 시절을 보냈던 자신의 과거를 스스로 비판하고 성찰하는 말을 하기도 하였다.
이후 2002년에 영화의 시사회가 끝난 후, 병원에 입원중이었던 트라우들 융에는 암으로 인하여 향년 81세의 나이로 세상을 떴다.  시사회 직후 감독이 병원으로 찾아와 그녀에게 시사회 이야기를 하자 "그럼 이젠 제가 할 일은 다 끝났군요. 한결 홀가분해지겠어요."라는 한 마디를 유언으로 남기고 영면했다. 사후인 2003년 Bis zur letzten Stunde. Hitlers Sekretärin erzählt ihr Leben.라는 제목으로 예전에 썼던 회고록의 개정증보판이 출간되었다.
재혼은 하지 않았기 때문에 그녀에게 남편은 결혼 1년 만에 전사한 한스 융에 외에는 없었다. 특이하게도, 히틀러의 여비서였던 사람들은 전쟁 후에 아무도 결혼이나 재혼을 하지 않았다고 한다.

### 참고 문헌
- Beevor, Antony (2002). 《Berlin – The Downfall 1945》. Viking-Penguin Books. ISBN 978-0-670-03041-5.
- Joachimsthaler, Anton (1999) [1995]. 《The Last Days of Hitler: The Legends, the Evidence, the Truth》. Trans. Helmut Bögler. London: Brockhampton Press. ISBN 978-1-86019-902-8.